# EUFOR RCA

Logo der EUFOR RCA

EUFOR RCA (European Forces Republic of Central Africa) war eine Militärmission der Europäischen Union in der Zentralafrikanischen Republik seit April 2014. Die Mission wurde am 23. März 2015 durch den letzten Kommandeur, Philippe Pontiès aus Frankreich, beendet.

## Geschichte
Bereits von März 2008 bis März 2009 erfolgte mit der Militärmission EUFOR Tchad/RCA ein Einsatz in der Zentralafrikanischen Republik und im Tschad und diente als Überbrückungsmission für die UN-Mission MINURCAT.
Der Europäische Rat hat am 10. Februar 2014 die EU-Militäroperation beschlossen, um eine sichere Umgebung in der Zentralafrikanischen Republik zu ermöglichen auf Grundlage der Resolution 2134 des Sicherheitsrates der Vereinten Nationen. Am 1. April 2014 begann die eigentliche Militärmission in der Zentralafrikanischen Republik.
Am 10. April 2014 hat der Deutsche Bundestag mit 514 Ja-Stimmen bei 59 Nein-Stimmen und drei Enthaltungen die Entsendung von bis zu 80 Soldaten der Bundeswehr im Rahmen des Mandats bis Ende Februar 2015 zugestimmt.
Allerdings war der Einsatz fraglich, da laut einem internen Papier der Bundeswehr (siehe auch die ARD-Sendung FAKT vom 24. Juni 2014 – darin Stellungnahme des Sachverständigen Diplom-Geologen Gerd M. Wiedenbeck, Spezialist für militärische Liegenschaften) der Untergrund aufgrund einer industriellen Vornutzung mit diversen Stoffen kontaminiert ist und auch das Grundwasser (für Trink- und Brauchwasser) mit aromatischen Kohlenwasserstoffen (BTX) belastet ist. Daher wurde Anfang Juli 2014 vorerst ein Betretungsverbot für die deutschen Soldaten bis zur weiteren Klärung der Sachlage durch gezielte Untersuchungen ausgesprochen.

## Auftrag
Der Einsatz von EUFOR diente der Sicherung des Bangui M’Poko International Airport und der Hauptstadt Bangui. Die Soldaten sollten dabei die Zivilbevölkerung schützen und Maßnahmen zur humanitären Hilfe ermöglichen. Die Kosten für die Mission betrugen 25,9 Millionen Euro bis Oktober 2014.

## Organisation

### Führung
Die Führung der Operation erfolgte durch das Operational Headquarters (OHQ) in Larisa in Griechenland. Operation Commander war der französische Generalmajor Philippe Pontiès.
Der Force Commander im Einsatzgebiet war der französische Brigadegeneral Thierry Lion. Die Gefechtsstände befanden sich in der Hauptstadt Bangui (Force Headquarters, FHQ).

### Beteiligte Nationen
Insgesamt bis zu 1.000 Soldaten umfasste die Mission EUFOR RCA, davon mit folgenden Kontingenten:
| Land        | Anzahl           | Anmerkungen |
| ----------- | ---------------- | --- |
| Frankreich  | 450              | davon 400 Soldaten, darunter eine Kompanie des 152e régiment d’infanterie aus Colmar und 50 Polizisten der Gendarmerie nationale. |
| Georgien    | bis zu 150       | Soldaten des Heeres und der Nationalgarde |
| Polen       | bis zu 140       | Polnische Militärpolizei |
| Spanien     | 75-85            | darunter 50-60 Soldaten von Spezialeinheiten des Heeres (Mando de Operaciones Especiales) und 25 Polizisten der Guardia Civil. |
| Deutschland | bis zu 80        | Die Bundeswehr unterstützt die Militär- und Verwundetentransporte dauerhaft mit zwei Transportflugzeugen des Typs Antonov AN-124-100 aus dem so genannten Strategic Airlift Interim Solution (SALIS)-Vertrag von 2006 zwischen der NATO Support Agency (NSPA) und RUSLAN SALIS GmbH mit Sitz in Leipzig. Außerdem beteiligt sie sich im militärischen Nachrichtenwesen sowie in Stäben und Hauptquartieren. |
| Portugal    | 74               | bestehend aus 47 Luftwaffensoldaten mit einem Transportflugzeug C-130 und 27 Polizisten der Guarda Nacional Republicana |
| Estland     | 55               | ein Zug des Heeres |
| Litauen     | 20-60            | ein Zug |
| Italien     | 40               | ein Zug Pioniere |
| Finnland    | ?                | ein Kampfmittelbeseitigungs-Team und ein CIMIC-Team |
| Schweden    | nur Finanzierung | unterstützt die Militärtransporte des estnischen Kontingents aus dem Strategic Airlift Interim Solution (SALIS)-Vertrag |
| Luxemburg   | nur Finanzierung | unterstützt finanziell notwendige Lufttransportkapazitäten |